# Congratulations (Cliff Richard-dal)
A Congratulations című dal Bill Martin és Phil Coulter szerzeménye, amelyet Cliff Richard brit énekes adott elő az 1968-as Eurovíziós Dalfesztiválon angol nyelven.
A dal eredeti címe az I Think I Love You volt, de Phil Coulter nem volt biztos a szövegben, ezért segítséget kért Bill Martin-tól (ők ketten írták az előző évben győztes Puppet on a String című dalt). Végül a dal a Congratulations címet kapta. A dal rögtön nagyon népszerű lett az Egyesült Királyságban, az első helyre került a slágerlistán. A Dalverseny napján úgy tűnt, hogy nyerni is fog, olyannyira, hogy a brit lapok ezt a címet hozták: "Mi lesz a 2. dal a Congratulations után?"
Az április 6-án rendezett döntőben a fellépési sorrendben tizenkettedikként adták elő, az olasz Sergio Endrigo Marianne című dala után, és a norvég Odd Børre Stress című dala előtt. A szavazás során huszonnyolc pontot szerzett, mely a második helyet érte a tizenhét fős mezőnyben.
A szavazás ideje alatt a Congratulations végig vezetett, egészen az utolsó előtti szavazatig, amikor Németország zsűrije 6 pontot adott Spanyolországnak, mely ezzel egy ponttal megelőzte az Egyesült Királyságot. Az utolsó, jugoszláv zsűri egyik dalra sem szavazott. A Congratulations tehát a második lett a spanyol La La La című dal mögött (Massiel előadásában), de a verseny után Európa-szerte nagy sikere lett.
2008 májusában a spanyol Montse Fernandez Vila által készített dokumentumfilm azt állította, hogy Massiel csalásnak köszönhette győzelmét, ugyanis Francisco Franco felvette a kapcsolatot az állami televíziók vezetőivel, és televíziós sorozatok megvásárlását, illetve ismeretlen előadóknak nyújtott szerződéseket kínált a Spanyolországra leadott szavazatokért cserébe. Azonban nem állnak rendelkezésre bizonyítékok, és Massiel is visszautasította a vádakat.
Cliff Richard így nyilatkozott a The Guardian című lapnak:
| „              | Sohasem jó veszíteni, nem jó, ha vesztesnek érezd magad. Amikor veszítettem aznap este, ezt mondtam a fiúknak: "Nézzétek, fiúk, 400 millió ember látta az adást, ez nagy lökést fog adni a dalnak. Így is lett. Azt hiszem, egy millió példányt adtunk el belőle. De tényleg nyerni akartunk. | ” |
| – The Guardian | |   |

George Harrison dala, az It's Johnny's Birthday az All Things Must Pass című albumról ebből a dalból született.
2005-ben, az Eurovíziós Dalfesztivál fennállásának ötvenedik évfordulóján rendezett esemény e dal után a Congratulations nevet kapta. A műsorban a dalverseny történetének nyolcadik legjobb dalának választották.

## Közreműködők
- Cliff Richard - vokál[5]
- The Norrie Paramor Orchestra - zenekar
- Norrie Paramor - zenekarvezető
- John Paul Jones - basszusgitár
- The Breakaways - háttérvokál

## A dal változatai
- Congratulations (angol)
- Ah quelle histoire (francia)
- Man gratuliert mir (német)
- Congratulations (Qué buena suerte) (spanyol)
- Congratulations (Il mondo è tondo) (olasz)

## Helyezések
| Ország                            | Helyezés |
| --------------------------------- | -------- |
| Egyesült Királyság kislemez lista | 1        |

## Kapott pontok
Az Eurovíziós Dalfesztivál döntőjében az egyes zsűrik által kiosztott pontok a következők voltak:
| POR                                          | NED | BEL | AUT | LUX | SUI | MON | SWE | FIN | FRA | ITA | GBR | NOR | IRE | ESP | GER | YUG |   |
| Kapott pontok                                | 1   | 2   | 2   | 0   | 1   | 4   | 5   | 3   | 2   | 4   | 1   |     | 0   | 1   | 0   | 2   | 0 |
| A tábla a fellépés sorrendjében van rendezve |     |     |     |     |     |     |     |     |     |     |     |     |     |     |     |     |   |